# Quercus xalapensis
Quercus xalapensis är en bokväxtart som beskrevs av Aimé Bonpland. Quercus xalapensis ingår i släktet ekar, och familjen bokväxter. IUCN kategoriserar arten globalt som sårbar. Inga underarter finns listade i Catalogue of Life.